# Собич (Шосткинский район)
Собич (укр. Собич) — село, Собичский сельский совет,
Шосткинский район, Сумская область, Украина.
Код КОАТУУ — 5925386601. Население по переписи 2001 года составляло 1398 человек.
Является административным центром Собичского сельского совета, в который, кроме того, входит село
Лесное.

## Географическое положение
Село Собич находится в 3-х км от левого берега реки Десна. На расстоянии в 3 км расположено село Черные Лозы. По селу протекает пересыхающий ручей. Около села находится озеро Турово.

## История
Вблизи села, возле охотничьего хозяйства, обнаружено городище раннего железного века, а на левом берегу Десны, в урочище Хвоина, — поселение бронзового века.

## Экономика
- Лесное хозяйство
- Молочно-товарная ферма.
- Агрофирма «Украина», ООО.
- «Оазис», ЧП.
- «Демор», ООО.
- «Гермес», ООО.

## Объекты социальной сферы
- Школа.
- Детский сад.
- Дом культуры.
- Амбулатория.
- Сельский совет.

## Известные люди
- С 1898 года в течение 20 лет в Собицком лесничестве работал учёный-лесовод, профессор В. Д. Огиевский.

## Достопримечательности
- Урочище Большой Бор объявлен заказником и включен в природозаповедный фонд Украины.